# Тшцинець (Свентокшиське воєводство)
Тшцинець (пол. Trzciniec) — село в Польщі, у гміні Нагловиці Єнджейовського повіту Свентокшиського воєводства.
Населення — 639 осіб (2011).
У 1975-1998 роках село належало до Келецького воєводства.

## Демографія
Демографічна структура на день 31 березня 2011 року:
|          | Загалом | Допрацездатний вік | Працездатний вік | Постпрацездатний вік |
| -------- | ------- | ------------------ | ---------------- | -------------------- |
| Чоловіки | 313     | 72                 | 196              | 45                   |
| Жінки    | 326     | 68                 | 168              | 90                   |
| Разом    | 639     | 140                | 364              | 135                  |